# メシュエン条約

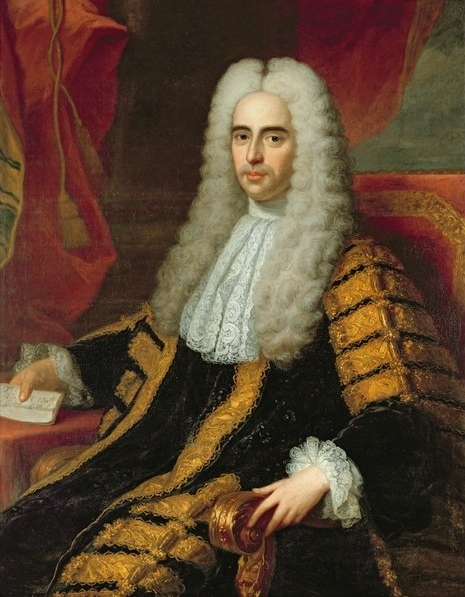
条約の調印に大きな役割を果たしたジョン・メシュエンの肖像画

メシュエン条約（英語: Methuen Treaty、 ポルトガル語: Tratado de Methuen）とは、1703年にイギリスとポルトガルの間で締結された通商条約である。協定の内容は3条で構成されている。
イギリスの経済学者デヴィッド・リカードは比較生産費説の実例としてメシュエン条約を引用している。

## 調印の経緯
メシュエン条約は1353年にポルトとロンドンの間で締結された通商条約、1373年にポルトガル王国とイングランド王国の間で結ばれた条約、1386年に締結されたウィンザー条約の流れに連なる対外条約に位置付けられている。
1703年5月16日にリスボン駐在のイギリス大使ジョン・メシュエンの主導でイギリス・ポルトガル間で軍事条約が締結され、イギリスはフランスとスペインの包囲を潜り抜けてヨーロッパ大陸への経路を確保する。
1703年12月27日、イギリス・ポルトガル間でワイン、毛織物の輸出入に関する通商条約が調印された。
条約の調印においてはイギリス側からジョン・メシュエンが、ポルトガル側からはブドウ栽培を経営する地主貴族のカダヴァル公爵とアレグレッテ公爵が参加した。
条約によってポルトガルはイギリスの毛織物の輸入を承認し、イギリスはポルトガル産のワインにフランス産のワインよりも3分の1安い関税をかけることが取り決められた
。
1810年のフランス軍とウェリントン軍のポルトガル侵攻によって条約は失効するが、その後もイギリスとポルトガルの友好関係は継続する。

## 結果
従来はメシュエン条約はポルトガルの工業化を遅らせた原因と受け止められていた。
ポルトガルでは禁輸の対象となっているイギリス産の毛織物が密輸されており、イギリスの船主は毛織物を積み下ろした船舶にポルトガル産のワインを積み込んで利益を得ており、
メシュエン条約はこの現状を追認する意図があったと推定されている。
メシュエン条約はエリセイラ伯がポルトガル経済の危機の克服を目指して実施した工業化政策の妨げとなったが、ポルトガルへの影響はブラジルから大量に流入した金の影響のほうがより強いと
考えられている。
ポルトガルは輸出の安定によって輸出入のバランスを調整することが可能になり、地主たちはワインの生産に専念することができた。
条約の締結によってポルトガルはワイン輸出国の地位を確立し、1720年代以降ポートワインをはじめとするワインの生産量が急激に増加する。
ワイン交易産業の成長は18世紀末まで続いた。
また、イギリス産の毛織物の輸入が認められた後も、ポルトガルの民衆は安価な国産の繊維製品を愛用し続けた。
イギリスの経済学者アダム・スミスはポルトガル側に一方的に有利な協定だと批判したが、
ポルトガルがオランダ、フランスの繊維製品の輸入を解禁した後も、それらの国の製品に比べて安価なイギリス製品はポルトガルの市場でなお優位に立っていた。
さらにイギリスはポルトガルの市場に足がかりを得ただけでなく、ポルトガル本国を通して大西洋のポルトガル植民地にも販路を拡大することに成功した。